# Adolf Walewski

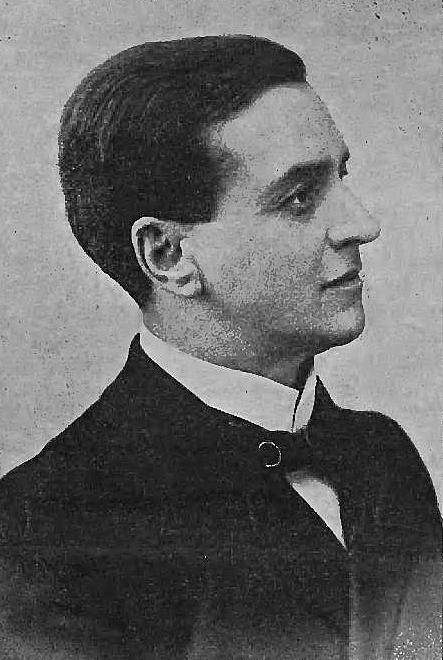
Adolf Walewski (vor 1907)

Adolf Leopold Wal(l)ek-Walewski (* 18. Januar 1852 in Lemberg, Königreich Galizien und Lodomerien, Kaisertum Österreich; † 4. Dezember 1911 in Lemberg, Königreich Galizien und Lodomerien, Österreich-Ungarn) war ein polnischer Schauspieler, Regisseur und Dramatiker.
Walewski besuchte bis 1871 die Schauspielschule seiner Heimatstadt und arbeitete dann bis 1873 als Schauspieler in Lemberg und Posen. Nach einer dreijährigen Militärdienstzeit wirkte er bis 1900 wieder in seiner Heimatstadt, ab 1881 auch als Regisseur. Nach fünf Jahren am Teatr Miejski in Krakau kehrte er wiederum nach Lemberg zurück, wo er bis zu seinem Tode arbeitete. 1910 hatte er mit seinem Ensemble ein Gastspiel in Wien.
Als Regisseur fühlte sich Walewski dem Realismus von Émile Augier, Hermann Sudermann und Józef Bliziński verbunden. In Zusammenarbeit mit dem Autor Stanisław Wyspiański leitete er 1901 die Uraufführung von dessen Theaterstück Wesele. Weitere Ergebnisse ihre Zusammenarbeit waren die Aufführungen von Wyz-wolenie (1903), Bolesława Śmiałego (1903) und Noc listo-padową (1910). Selbst verfasste Walewski etwa ein Dutzend Theaterstücke, darunter Ach, Zakopane, Don Kichot und Farbiarze. Er war der Vater des Komponisten Bolesław Wallek-Walewski und der Schauspielerin Anna Walewska.